# تشارلز إم. شيلي
تشارلز إم. شيلي هو سياسي أمريكي، ولد في 28 ديسمبر 1833 في مقاطعة سوليفان في الولايات المتحدة، وتوفي في 20 يناير 1907 في برمنغهام في الولايات المتحدة. نشط حزبياً في الحزب الديمقراطي. وقد انتخب عضو مجلس النواب الأمريكي ‏.